# Чэнь Яцюн
Чэнь Яцюн (кит. 陈亚琼, англ. Chen Yaqiong; род. 1956, Юнчунь, провинция Фуцзянь, Китай) — китайская волейболистка, центральная блокирующая. Чемпионка мира 1982.

## Биография
На протяжении всей своей игровой карьеры выступала за команду провинции Фуцзянь во внутрикитайских соревнованиях.
В 1977 году дебютировала в сборной Китая, приняв в её составе участие в чемпионате мира, проходившем в СССР, а затем стала серебряным призёром Азиатских игр. В 1979 выиграла «золото» чемпионата Азии. В 1981 стала победителем Кубка мира и чемпионкой Универсиады, а в 1982 — чемпионкой мира и Азиатских игр. После окончания сезона 1982 года завершила игровую карьеру.
В последующем работала в представительстве китайского информационного агентства «Синьхуа» в Гонконге, а затем перешла в Бюро по связям правительства Китая в Специальном административном районе Гонконг, где занимала должность заместителя директора Департамента пропаганды, культуры и спорта. 

## Игровые достижения
Отсутствуют данные о достижениях в чемпионатах Китая.

### Со сборной Китая
- чемпионка мира 1982;
- победитель розыгрыша Кубка мира 1981;
- чемпионка Азиатских игр 1982;
  - серебряный призёр Азиатских игр 1978
- чемпионка Азии 1979.
- чемпионка Универсиады 1981 в составе студенческой сборной Китая.